# Baumkronenpfad

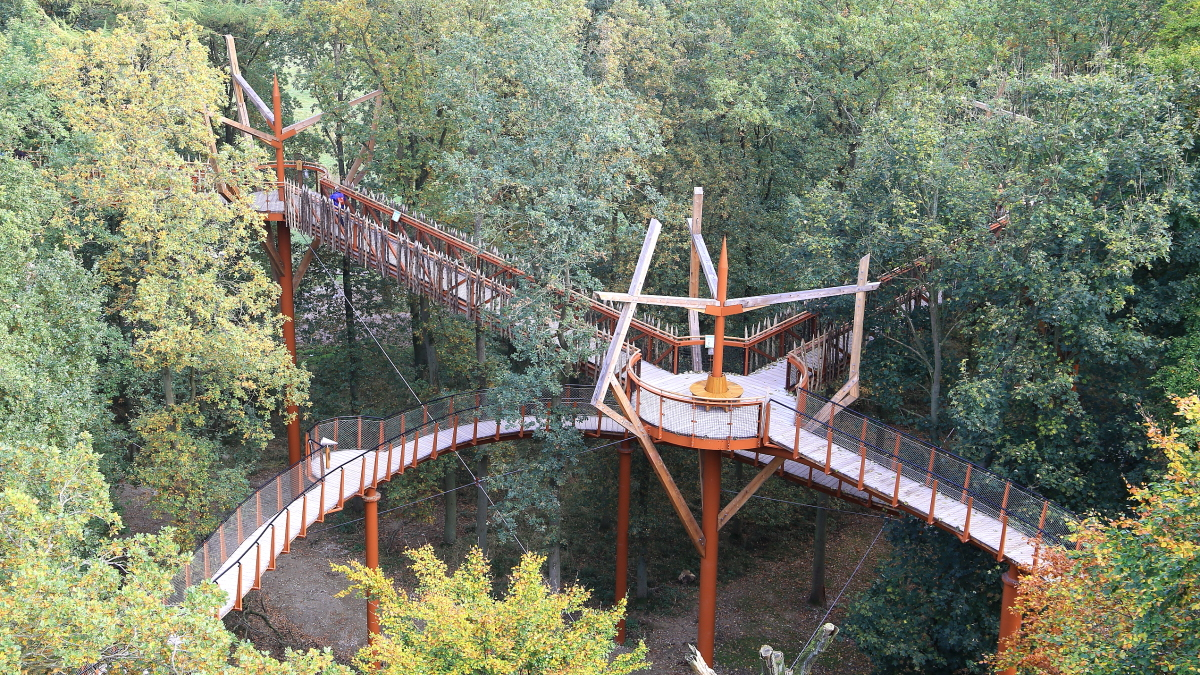
Baumkronenpfad Ivenack in Mecklenburg-Vorpommern

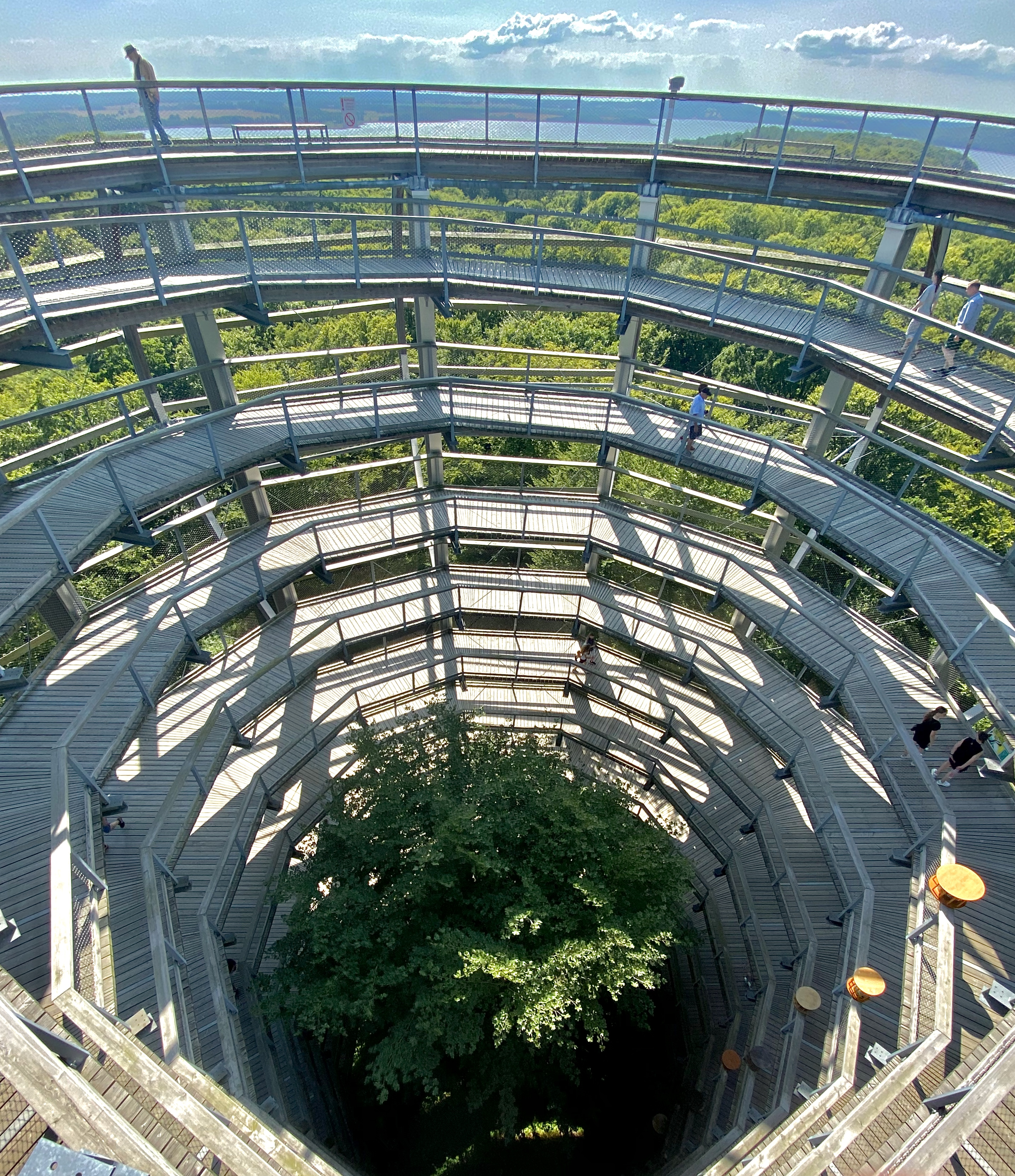
Aussichtsturm des Baumwipfelpfades auf Rügen

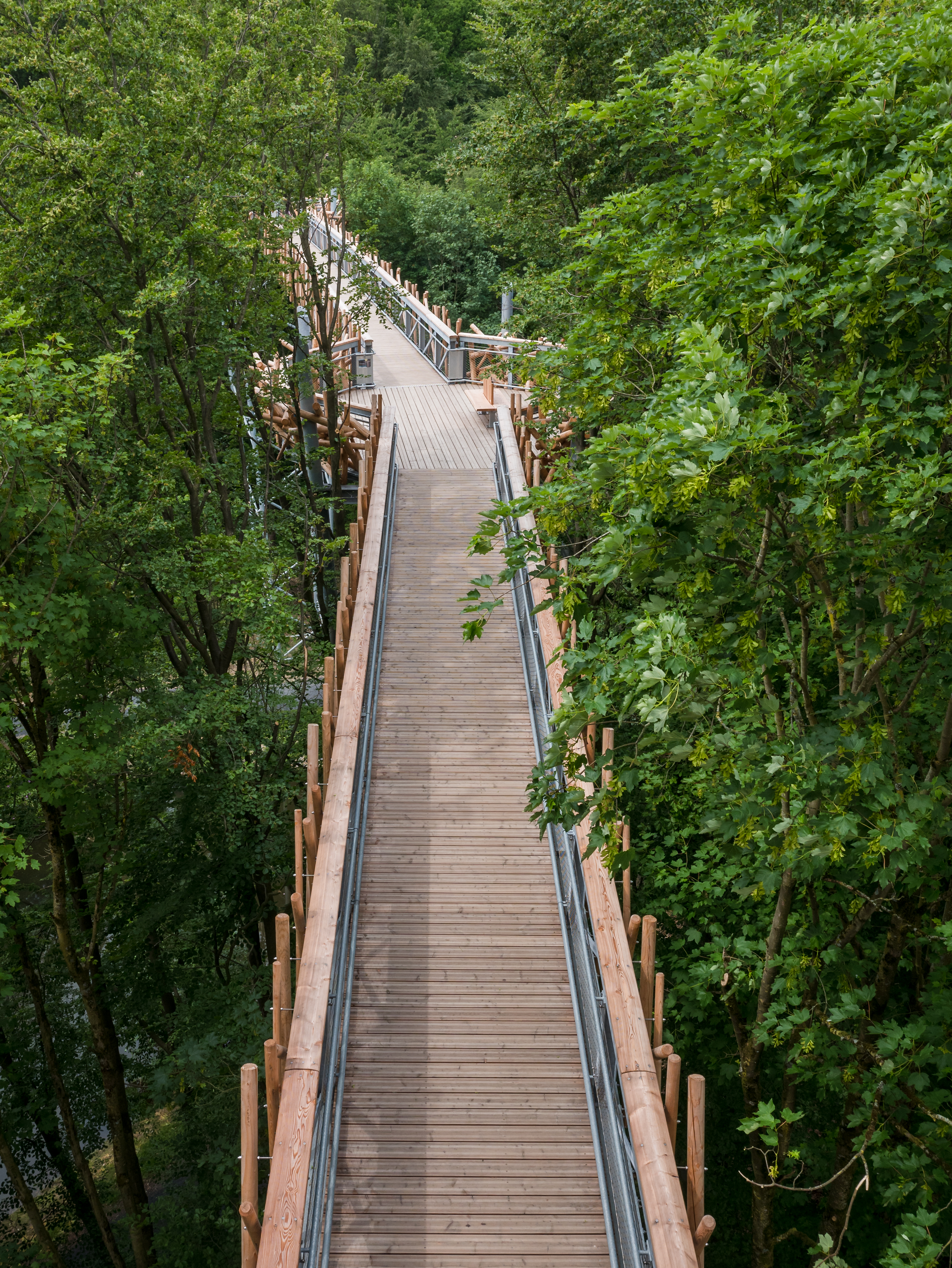
Baumwipfelpfad in Bad Iburg, 2018

Ein Baumkronenpfad (u. a. auch Baumwipfelpfad, Baumkronenweg, Waldwipfelweg) ist ein auf Plattformen und Stegen angelegter Lehrpfad, der durch die Verknüpfung von klassischen Lehrpfadelementen wie Schautafeln oder Tastelementen und erlebnisorientierten Abschnitten das Verständnis für die ökologischen Zusammenhänge im Kronenbereich eines Waldes vermittelt.

## Baumkronenpfade weltweit
Zu den weltweit vorhandenen Baumkronenpfaden gehören – mit Angabe ihrer Länge, teils auch mit Angabe der Maximalhöhe in Meter (m) über dem Boden und nach Eröffnungsdatum sortiert:

### Deutschland

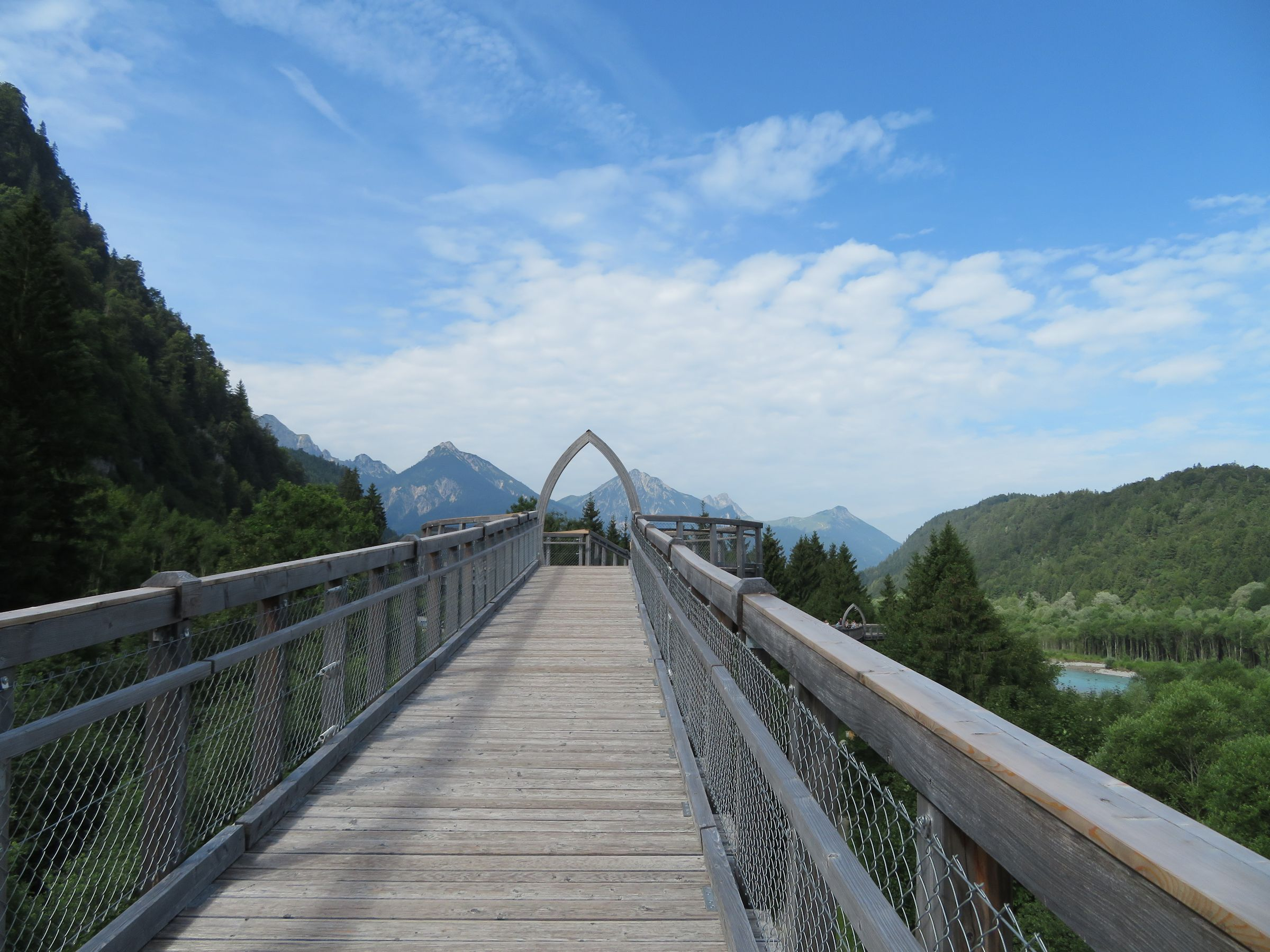
Baumkronenweg Ziegelwies, Füssen

#### Baden-Württemberg

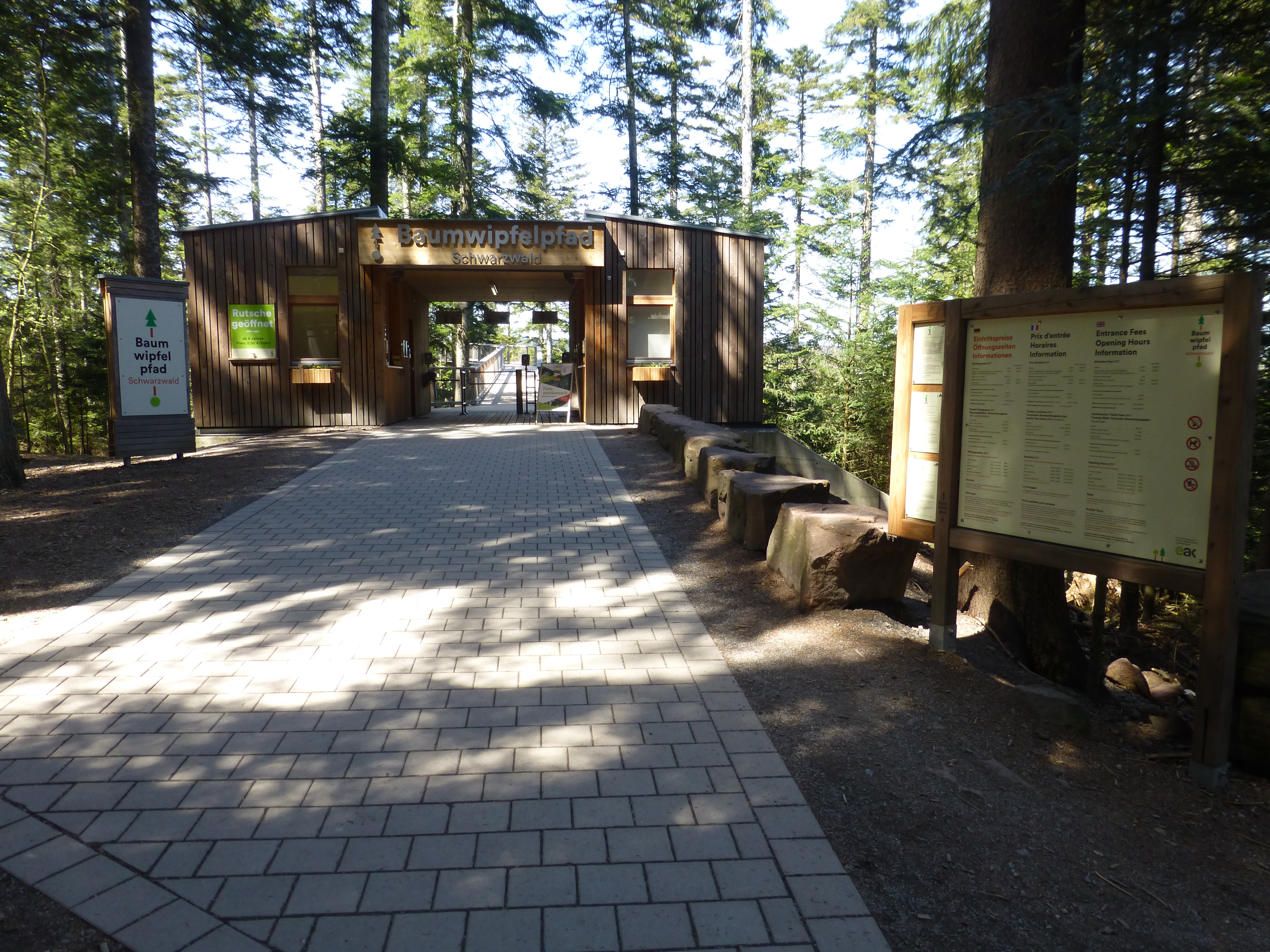
Eingang des Baumwipfelpfades Schwarzwald

- Baumkronenweg Waldkirch im Schwarzwald (Lage – Baden-Württemberg)
Am 10. April 2009 wurde im Schwarzwald bei Waldkirch der Baumkronenweg Waldkirch eröffnet. Er ist etwa 200 m lang und 23 m hoch. Angegliedert ist eine Röhrenrutschbahn.[1]
- Baumwipfelpfad Schwarzwald bei Bad Wildbad (Lage – Baden-Württemberg)
Am 26. September 2014 wurde im Schwarzwald auf dem Sommerberg bei Bad Wildbad der Baumwipfelpfad Schwarzwald eröffnet. Er ist mit der Rampe im 38,5 m hohen Aussichtsturm insgesamt 1250 m lang (ohne Rampe sind es 636 m). Der Pfad ist außerhalb des Turms maximal 20 m hoch. Durch seinen barriere- und stufenfreien Aufbau ist er für Rollstuhlfahrer und Kinderwagen geeignet.[2]

#### Bayern

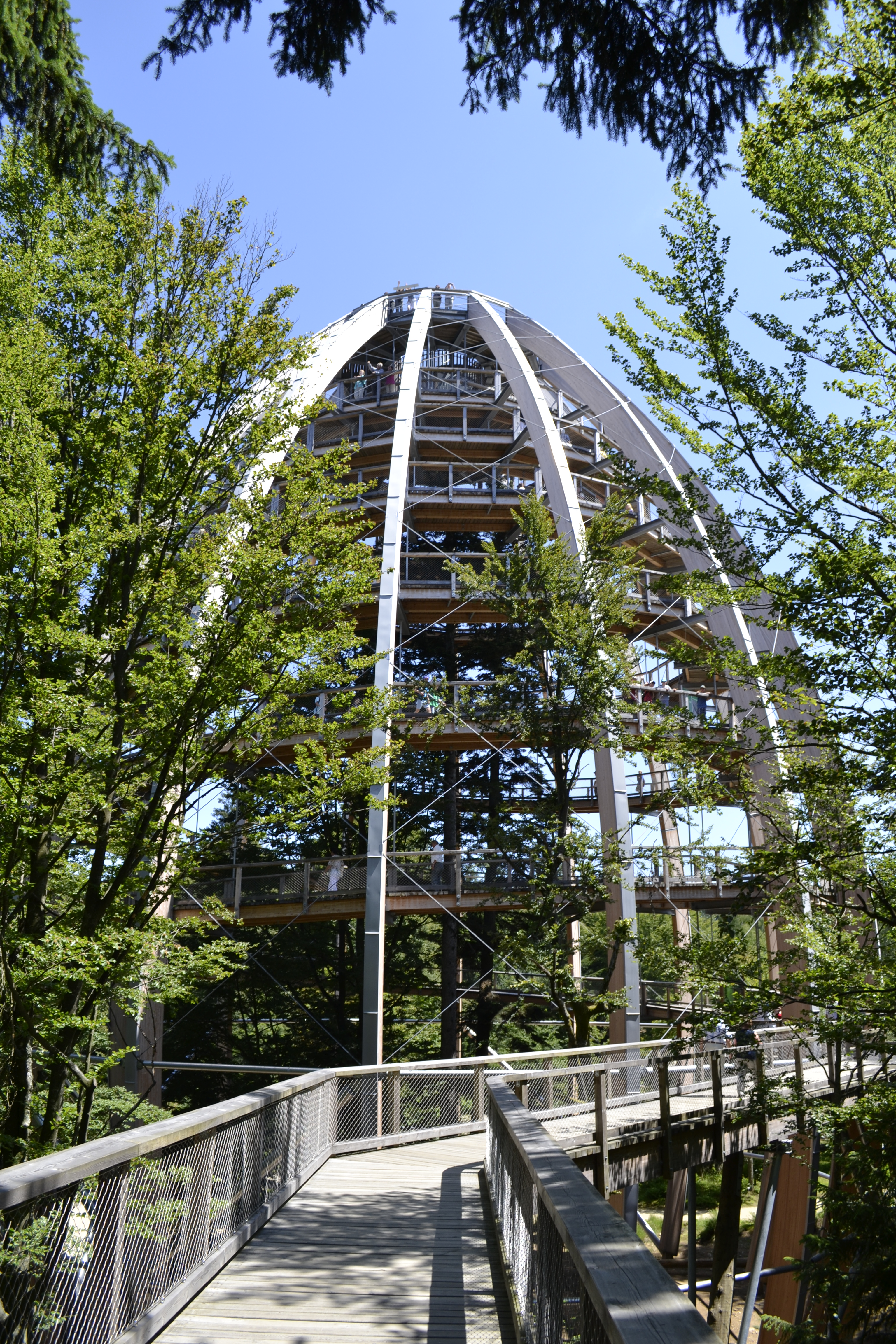
Aussichtsturm des Baumwipfelpfads Neuschönau in Bayern

- Baumkronenweg im Walderlebniszentrum Ziegelwies (Lage – Bayern)[3]
Am 7. Juni 2013 wurde beim Füssener Ortsteil Ziegelwies im Walderlebniszentrum der Baumkronenweg Ziegelwies eröffnet. Er ist 480 m lang und bis zu 21 m hoch. Einer der zwei Endpunkte des Wegs durch einen Auwald liegt auf Tiroler Boden.[4]
- Baumwipfelpfad Bayerischer Wald bei Neuschönau (Lage – Bayern)
Am 9. September 2009 wurde im Nationalpark Bayerischer Wald bei Neuschönau der Baumwipfelpfad im Nationalpark Bayerischer Wald eröffnet. Besonderheit des 1300 m langen Pfads ist ein 44 m hoher Turm, der drei hochgewachsene Bäume einschließt und Aussicht bis zu den Alpen gewährt.[5]
- Baumwipfelpfad Steigerwald im Steigerwald (Lage – Bayern)
Am 19. März 2016 wurde zwischen Ebrach und Breitbach im Steigerwald der Baumwipfelpfad Steigerwald eröffnet. Er ist 1150 m lang. Kernstück des durchschnittlich auf 26 m Höhe verlaufenden Pfades ist ein 42 m hoher Aussichtsturm.[6]
- Skywalk Allgäu nahe Scheidegg  (Lage – Bayern)
Am 30. Oktober 2010 wurde im Westallgäu nahe Scheidegg der Baumwipfelpfad Skywalk Allgäu beim Hof Oberschwenden eröffnet. Er ist etwa 540 m lang und bietet Ausblicke unter anderem in die Alpen und zum Bodensee.[7]
- Waldwipfelweg Sankt Englmar–Maibrunn im Bayerischen Wald (Lage – Bayern)
Am 30. April 2008 wurde bei Sankt Englmar-Maibrunn im Naturpark Bayerischer Wald der Waldwipfelweg Sankt Englmar–Maibrunn eröffnet. Der Pfad ist 370 m lang und bis 30 m hoch. Sein kleinerer Teil führt an Baumwipfeln entlang, sein größerer ist als Aussichtsplattform konzipiert.[8]

#### Brandenburg

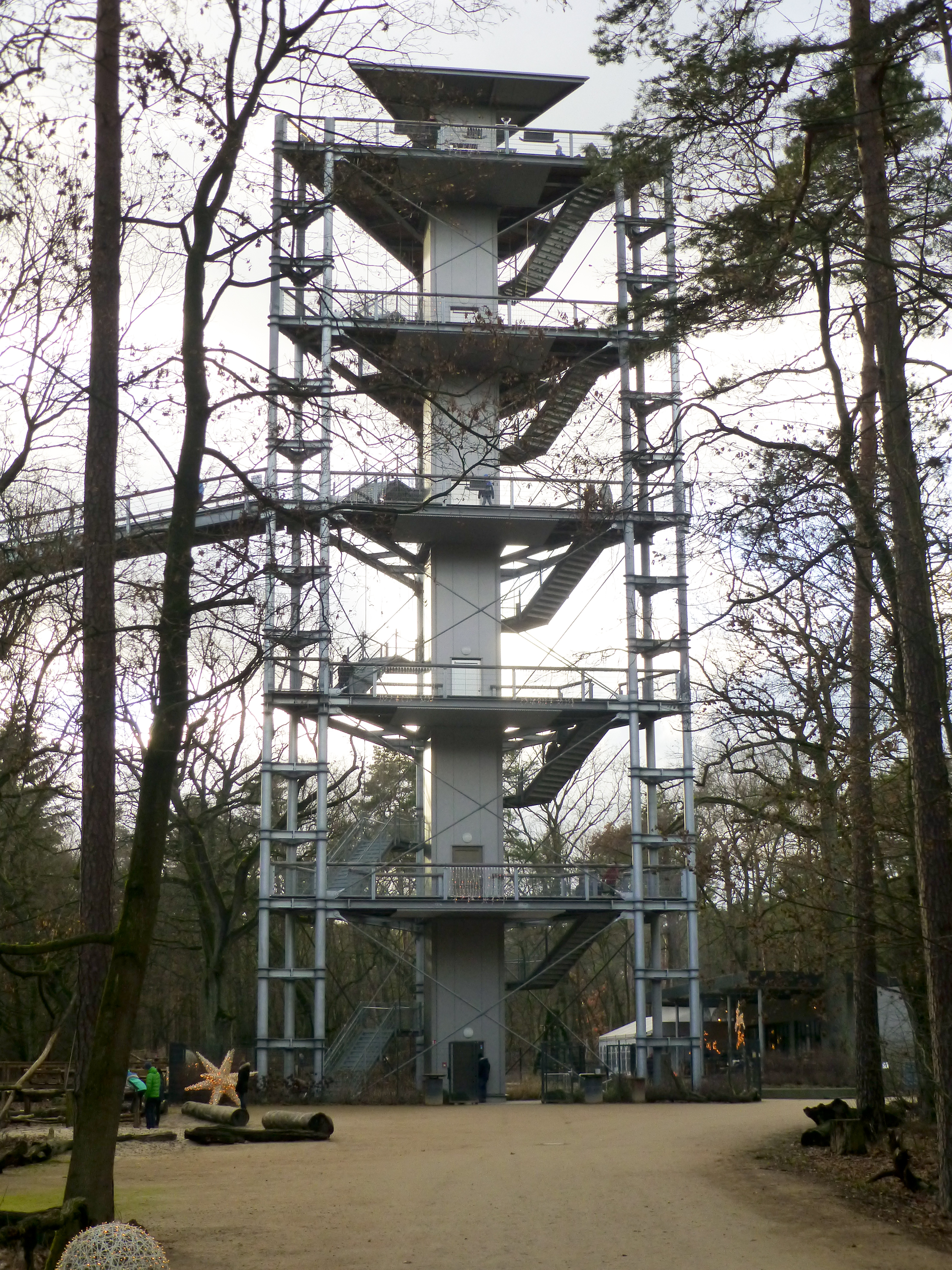
Aussichtsturm des Baumkronenpfad bei den Beelitz-Heilstätten

- Baumkronenpfad Beelitz-Heilstätten in Beelitz-Heilstätten (Lage – Brandenburg)
Am 11. September 2015 wurde in Beelitz-Heilstätten auf dem Gelände der ehemaligen Frauen-Lungenheilstätte der erste Baumkronenpfad in Brandenburg eröffnet. Er ist 320 m lang, bis zu 23 m hoch und überquert die mit Bäumen bewachsene Ruine eines 1945 ausgebrannten Sanatoriumsgebäudes. Ein 40,5 m hoher Aussichtsturm mit eingebautem Aufzug ermöglicht einen barrierefreien Zugang.[9]

#### Hessen

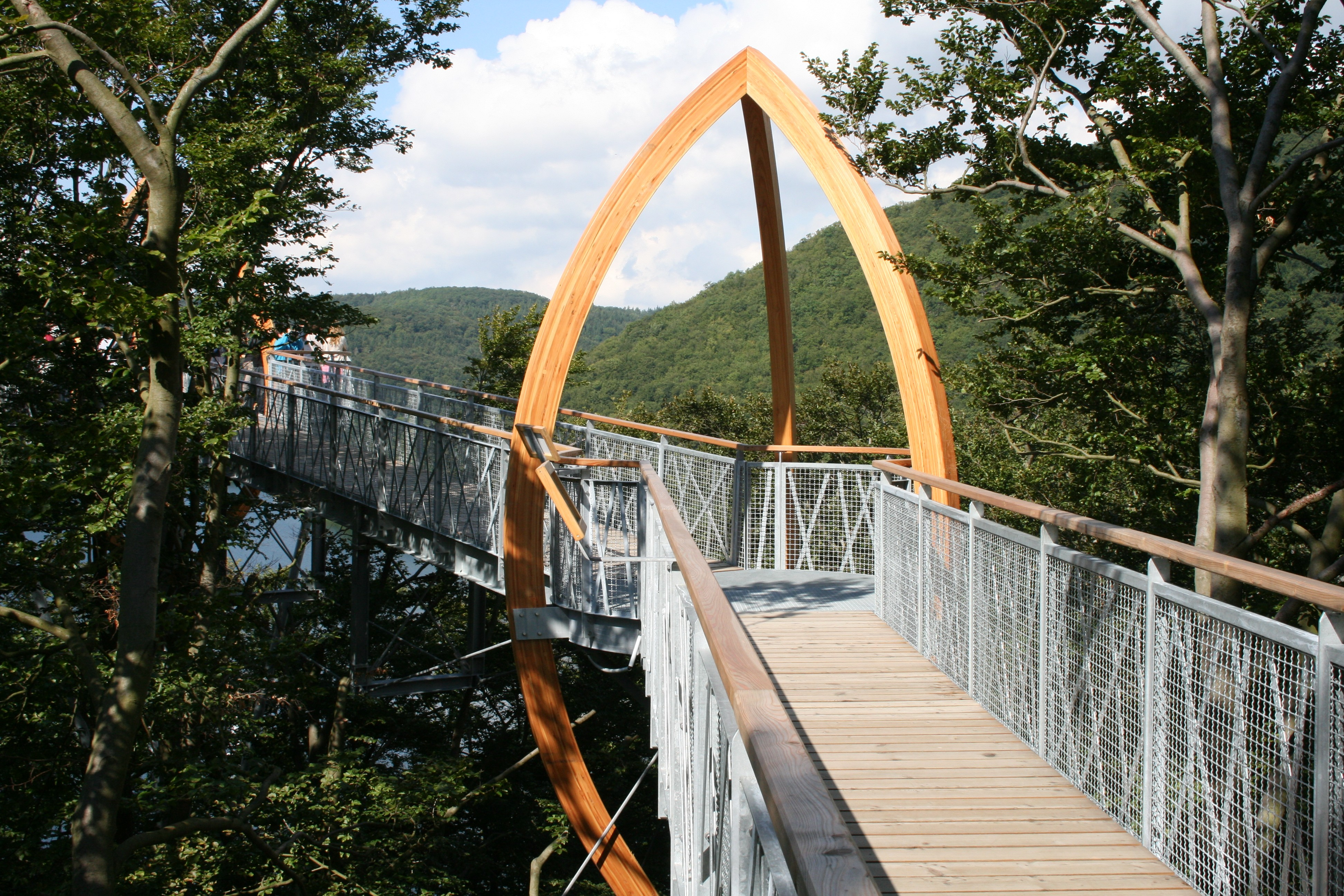
Baumkronenpfad-Edersee

- Baumkronenpfad Hoherodskopf im Vogelsberg (Lage – Hessen)
Am 13. Juni 2012 wurde beim Schottener Ortsteil Breungeshain am Hoherodskopf im Vogelsberg der Baumkronenpfad Hoherodskopf eröffnet. Bei einer Länge von etwa 500 m ist die Besonderheit, dass es sich um eine „schwebende“ Konstruktion handelt, die nur mit den Bäumen verbunden ist.[10]
- TreeTopWalk – Der Baumkronenweg am Edersee am Kellerwald (Lage – Hessen)
Am 30. Juli 2010 wurde am Nordrand des Kellerwaldes im Naturpark Kellerwald-Edersee nahe Edertal-Rehbach der TreeTopWalk – Der Baumkronenweg am Edersee eröffnet. Er schließt sich an den 800 m langen Eichhörnchenpfad (Lage) an, ist 250 m lang und bis 30 m hoch und bietet unter anderem Aussicht auf den Edersee; benachbart ist der Wildpark Edersee.[11]
- Baumwipfelweg Bad Camberg im Hintertaunus (Lage – Hessen)
Ende Mai 2023 wurde östlich von Bad Camberg im Hintertaunus der Baumwipfelweg Bad Camberg eröffnet. Er ist 800 m lang und windet sich bis zum Treppenturm am Ende des Pfads auf 31 m Höhe. Mittelpunkt ist ein etwa 28 m hoher Aussichtsturm.[12]

#### Mecklenburg-Vorpommern
- Baumwipfelpfad im Naturerbe-Zentrum Rügen auf Rügen (Lage – Mecklenburg-Vorpommern)
Am 15. Juni 2013 wurde im Naturerbe Zentrum Rügen beim Binzer Ortsteil Prora ein Baumwipfelpfad eröffnet. Er ist 1250 m lang und windet sich bis auf 17 m Höhe. Mittelpunkt ist ein 40 m hoher Aussichtsturm, der einem Adlerhorst nachempfunden ist.[13]
- Baumkronenpfad Ivenacker Eichen (Lage – Mecklenburg-Vorpommern)
Am 30. August 2017 wurde im Ivenacker Tiergarten westlich von Ivenack ein Baumkronenpfad eröffnet. Er ist 620 m lang und windet sich bis auf 23 m Höhe. Endpunkt ist ein 40 m hoher Aussichtsturm, dessen  Plattform auch per Aufzug erreichbar ist. Von dort blickt man auf die uralten Ivenacker Eichen und den Ivenacker See. Der Pfad ist komplett barrierefrei.[14]
- Baumwipfelpfad Usedom  (Lage – Mecklenburg-Vorpommern)
 Der am 1. Juni 2021 eröffnete Baumwipfelpfad befindet sich im Seebad Heringsdorf und ist mit der Turmrampe 1350 m lang und bis zu 23 m hoch. Auf dem viereckigen, 33 m hohen Aussichtsturm, der an die Bismarckwarte in Heringsdorf angelehnt ist, befindet sich ein begehbares Netz. Es gibt außerdem verschiedene Lern- und Erlebnisstationen entlang des Pfades.[15][16]

#### Niedersachsen

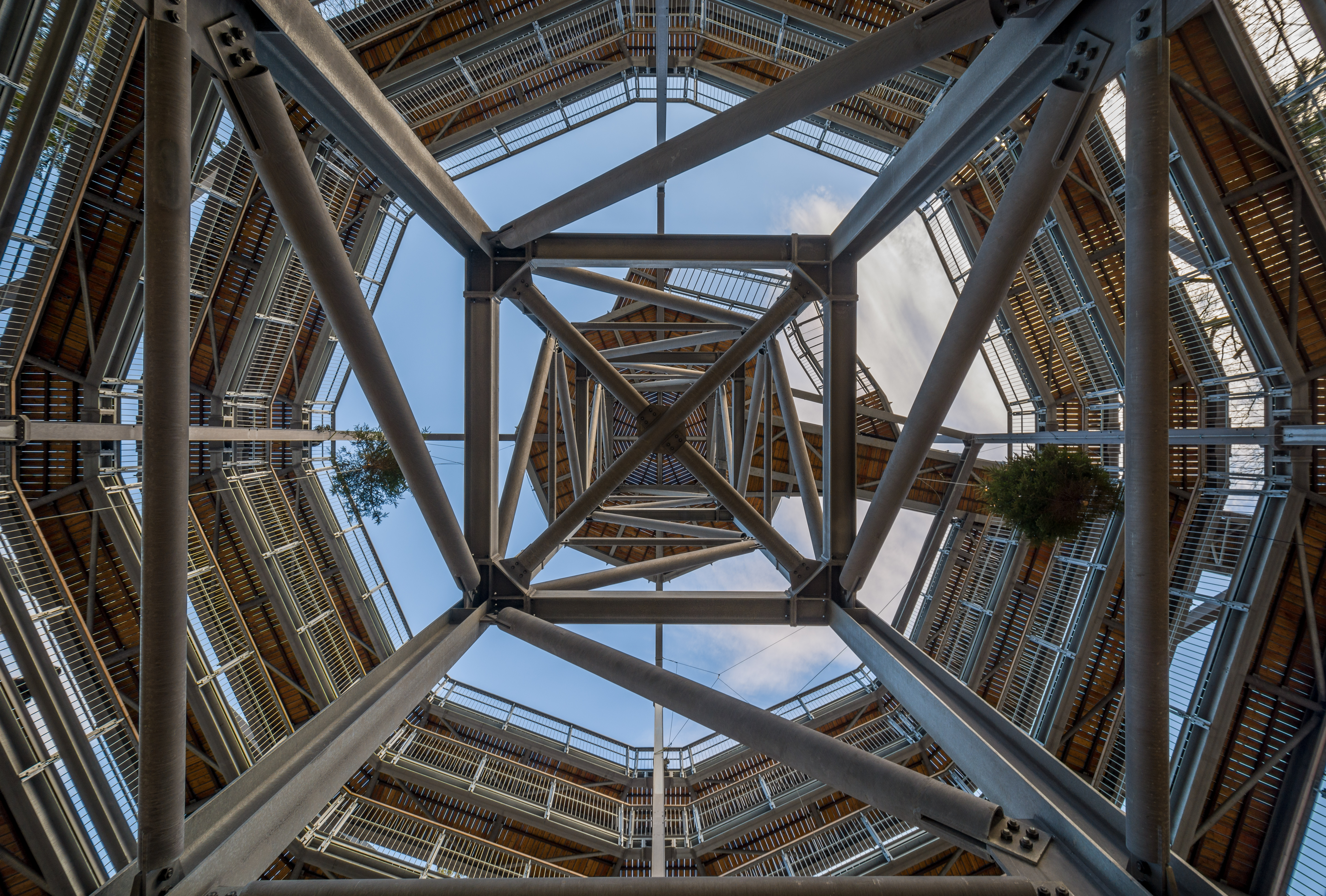
Baumwipfelpfad Bad Harzburg, 2015

- Baumwipfelpfad Bad Harzburg im Harz (Lage – Niedersachsen)
Der am 8. Mai 2015 eröffnete Baumwipfelpfad Bad Harzburg im Harz ist mit rund 1000 m Länge in über 20 m Höhe dank einer 300 m langen, spiralförmigen Rampe im Einstiegsturm auch für Rollstuhlfahrer und Kinderwagen geeignet. Die Anlage liegt im Kurpark von Bad Harzburg und führt über das Kalte Tal und einen Teich hinweg.[17]
- Baumwipfelpfad Bad Iburg (Lage – Niedersachsen)
 Am 18. April 2018 wurde der 435 m lange Baumwipfelpfad Bad Iburg eröffnet. Er liegt am Rande des Kurwalds der Stadt im Teutoburger Wald. Anlass für den Bau war die Niedersächsische Landesgartenschau Bad Iburg 2018. Der Pfad ist durch einen Aufzug im Aussichtsturm an seinem Beginn barrierefrei.[18]
- Baumwipfelpfad Heide-Himmel in der Lüneburger Heide (Lage – Niedersachsen)
Im Oktober 2019 wurde neben dem Wildpark Lüneburger Heide bei Nindorf am Walde der 700 m lange Baumwipfelpfad Heide-Himmel eröffnet. Der Pfad ist barrierefrei, windet sich bis auf 22 m Höhe und bietet einen 40 m hohen Aussichtsturm.[19]

#### Nordrhein-Westfalen
- Baumkronenpfad beim Schloss Beck (Lage – Nordrhein-Westfalen)
Am 30. Juni 2012 wurde beim Bottroper Ortsteil Kirchhellen-Feldhausen im Freizeitpark Schloss Beck der Baumkronenpfad Schloss Beck eröffnet. Das 200 m lange Bauwerk aus 14 Stahlbrücken richtet sich insbesondere an Familien mit kleineren Kindern.[20]
- Baumwipfelpfad des Naturerlebnisparks Panarbora bei Waldbröl (Lage – Nordrhein-Westfalen)
Am 12. September 2015 wurde bei Waldbröl der zum Naturerlebnispark Panarbora gehörende Baumwipfelpfad eröffnet. Er ist 1635 m lang und bis zu 23 m hoch. Der Zugang erfolgt vom 40 m hohen Aussichtsturm am Übergang vom Park zum Pfad. Letzterer hat mehrere Interaktive Natur-Lerninseln.[21]

#### Rheinland-Pfalz

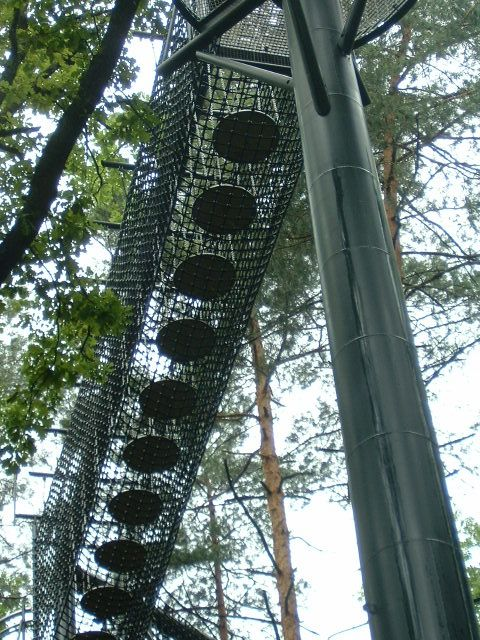
Ausschnitt des Baumwipfelpfades im Pfälzerwald

- Baumwipfelpfad Fischbach im Pfälzerwald (Lage – Rheinland-Pfalz)
Am 26. Juni 2003 wurde im Pfälzerwald bei Fischbach bei Dahn mit dem Baumwipfelpfad Fischbach im Biosphärenreservat Pfälzerwald-Vosges du Nord der erste Baumkronenpfad Deutschlands eröffnet. Der 270 m lange Pfad war an das Biosphärenhaus angegliedert, verlief auf maximal 18 m Höhe und hatte eine Aussichtsplattform auf 35 m über dem Bodenniveau. Mit zahlreichen Elementen wie Rutschen und Seilbrücken war der Lehrpfad stark erlebnisorientiert.[22] Er wurde am 15. Oktober 2023 nach über 20 Jahren Betrieb zusammen mit dem Biosphärenhaus geschlossen.[23]

#### Saarland

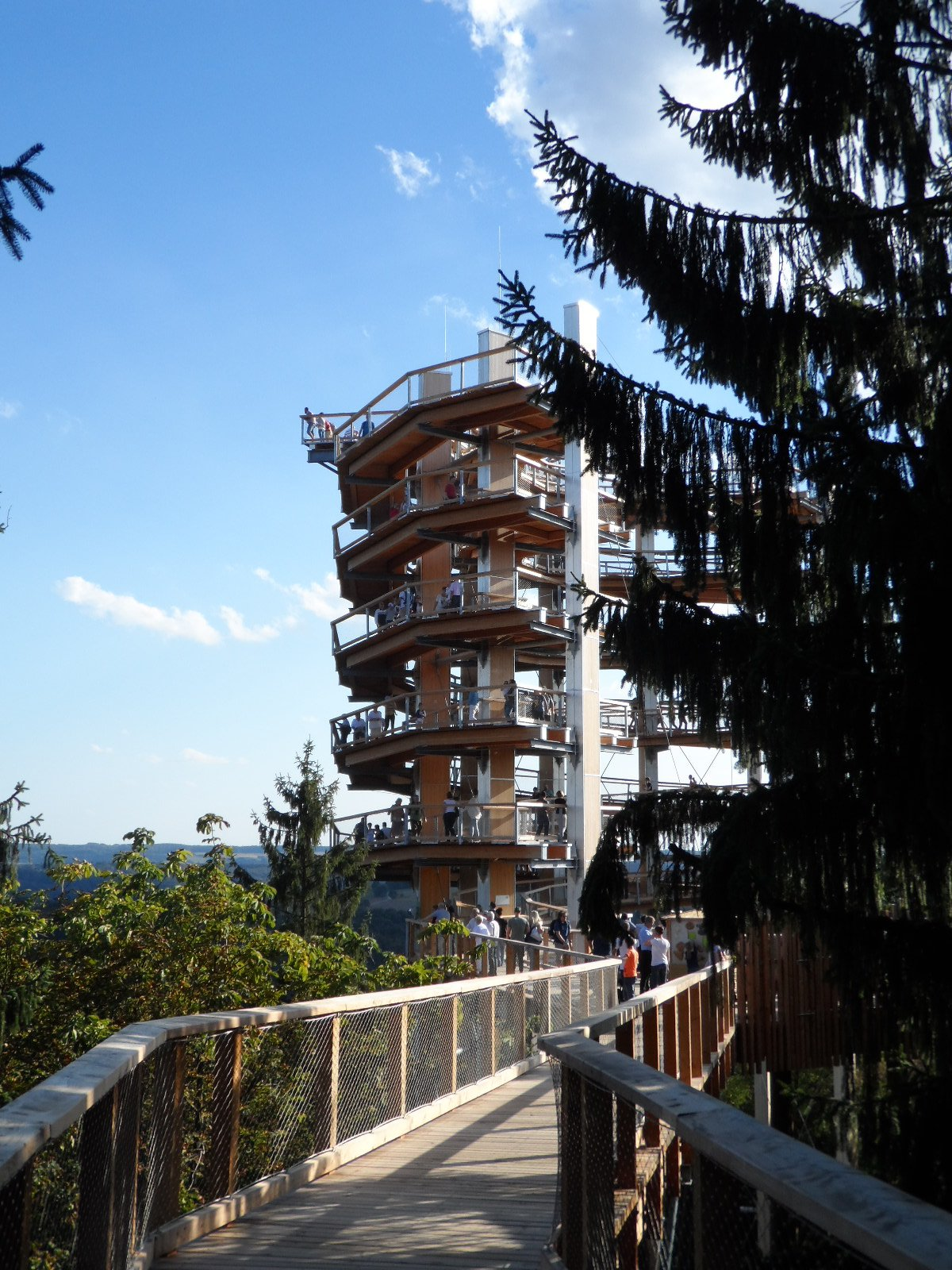
Baumwipfelpfad Saarschleife mit Aussichtsturm

- Baumwipfelpfad Saarschleife (Lage – Saarland)
Am 23. Juli 2016 wurde nahe Orscholz (Mettlach) oberhalb der Saarschleife der Baumwipfelpfad Saarschleife eröffnet. Er ist 1250 m lang. Den Abschluss des auf bis zu 23 m Höhe verlaufenden Pfades bildet ein etwa 42 m hoher Aussichtsturm.[24]

#### Thüringen

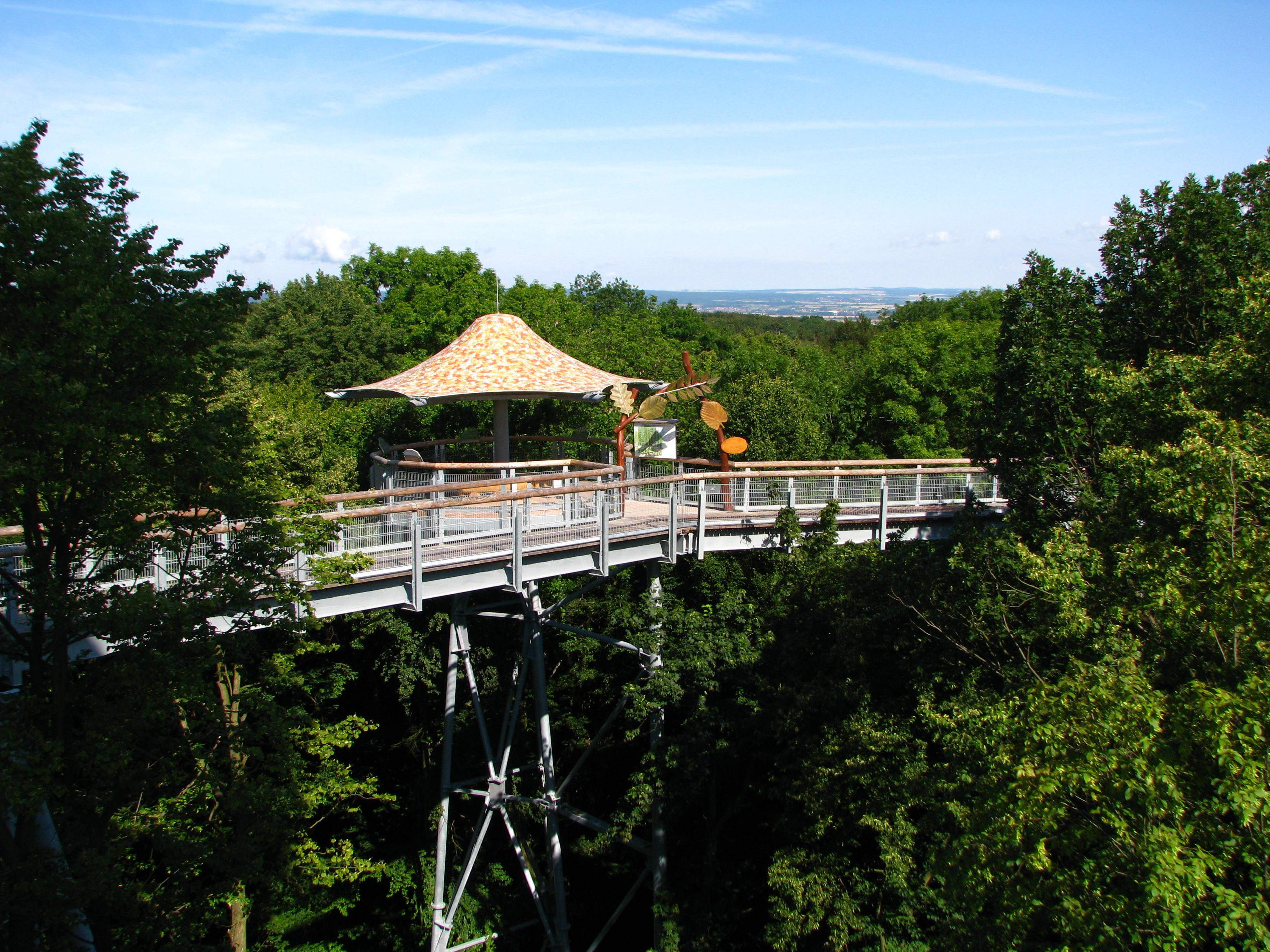
Baumkronenpfad Hainich

- Baumkronenpfad Hainich im Hainich (Lage – Thüringen)
Am 26. August 2005 wurde im Hainich bei Bad Langensalza im Nationalpark Hainich der Baumkronenpfad Hainich an der Thiemsburg eröffnet. Er ist 546 m (mit zwei Schleifen zu je 238 bzw. 308 m) lang und erreicht mit dem Aussichtsturm Baumturm maximal 44 m Höhe.[25]

### Österreich

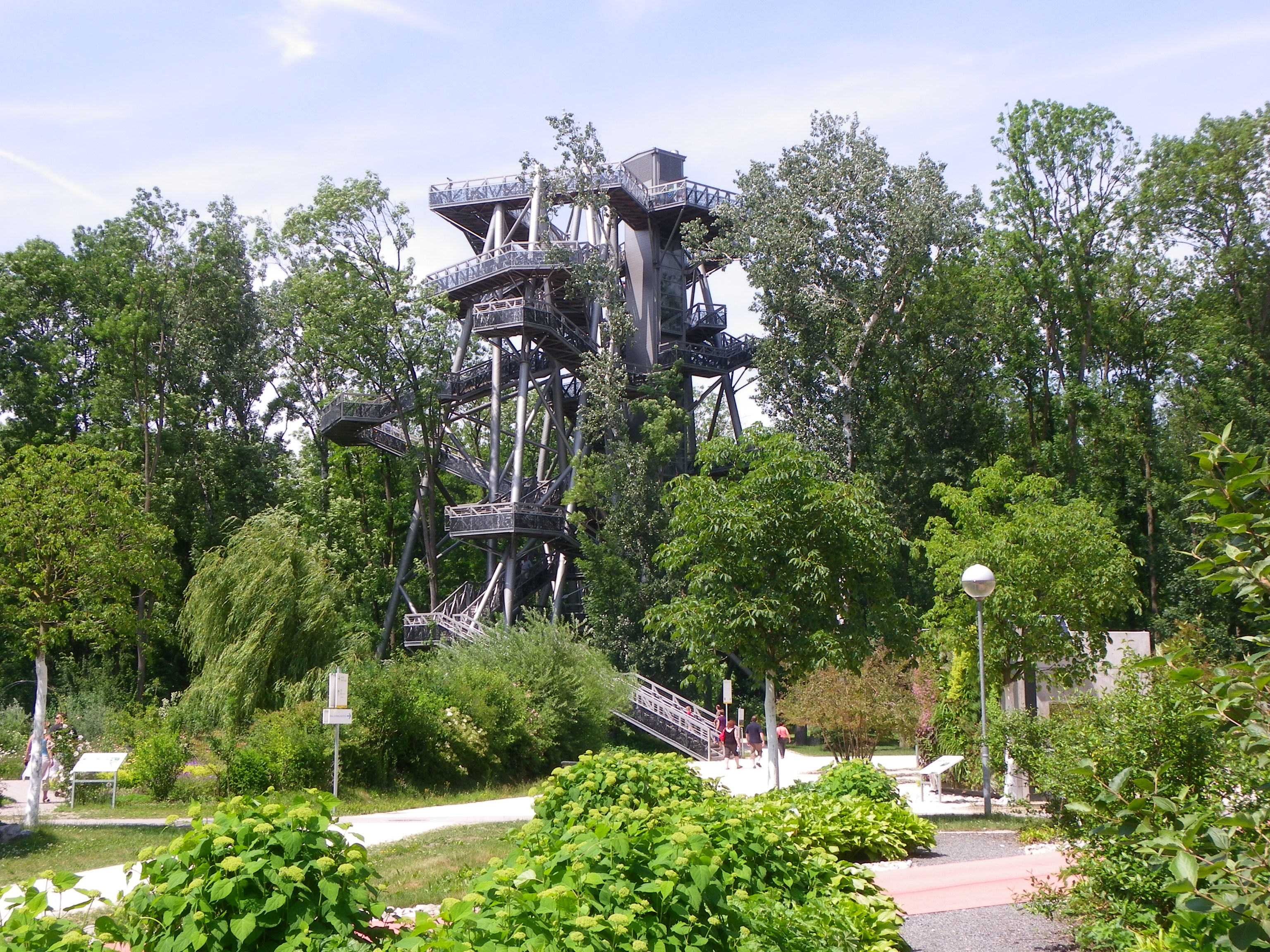
Baumwipfelweg in Tulln, Niederösterreich 2011

#### Burgenland
- Baumwipfelweg Althodis im Naturpark Geschriebenstein (Lage – Burgenland)
2010 wurde bei Markt Neuhodis-Althodis im Naturpark Geschriebenstein der Baumwipfelweg Althodis eröffnet. Er ist 500 m lang, maximal 20 m hoch und vollkommen barrierefrei.[26]

#### Kärnten
- Baumwipfelpfad der Walderlebniswelt Klopeiner See am Klopeiner See (Lage – Kärnten)
2009 wurde beim Sankt Kanzianer Ortsteil Klopein in der Walderlebniswelt Klopeiner See ein Baumwipfelpfad eröffnet. Er führt auf 25 m Höhe zu einem Aussichtsturm mit einer Aussichtsplattform auf 28 m Höhe.[27]

#### Niederösterreich
- Baumwipfelweg in Tulln (Die Gärten / Die Garten) (Lage – Niederösterreich)
2008 wurde in Tulln im Gelände der ehemaligen Landesgartenschau Garten Tulln der Baumwipfelweg eröffnet. Der Weg ist 700 m lang, maximal 34,95 m hoch und mit einem Aufzug zu erreichen.[28]

#### Oberösterreich
- Baumkronenweg bei Kopfing (Lage – Oberösterreich)
2005 wurde bei Kopfing im Sauwald der Baumkronenweg Kopfing eröffnet. Der Weg führt 500 m durch einen Fichtenwald und verfügt über einen 40 m hohen Erlebnisturm.[29]
- Baumwipfelpfad Salzkammergut (auch Salzkammergut Baumwipfelpfad genannt) am Grünberg bei Gmunden (Oberösterreich)
Die Eröffnung des 1400 Meter langen Pfades mit einem 39 Meter hohen Aussichtsturm fand im Sommer 2018 statt. 2019 soll der Turm durch eine Tunnelrutsche ergänzt werden.[30][31][32]

#### Salzburg
- Glemmtaler Baumzipfelweg im Glemmtal (Lage – Salzburg)
2010 wurde nahe dem Hinterglemmer Weiler Lengau im Glemmtal der Glemmtaler Baumzipfelweg als Teil vom knapp 5 km langen Baumzipfelrundweg eröffnet. Der eigentliche Baumzipfelweg, den man an der Lindlingalm beginnend auf der 200 m langen und 42 m hohen Golden-Gate-Brücke (Golden Gate der Alpen) über die Saalach erreicht, ist 1000 m lang und im Rahmen von seinem 600 m langen Teil Wipfelweg bis 30 m hoch. Am Rundweg gibt es einen Hochseilpark und den Talschlusszug.[33]

#### Steiermark
- Wipfelwanderweg Rachau auf der Gleinalpe (Lage – Steiermark)
2009 wurde bei Rachau auf der Gleinalpe am Gobernitzberg der Wipfelwanderweg Rachau eröffnet. Er ist ein 2,7 km langer Wanderweg, in dessen Zentrum sich eine Konstruktion aus Stegen, Plattformen und einer Rutsche befindet.[34]

#### Tirol
- Baumkronenweg Ziegelwies im Walderlebniszentrum Ziegelwies (Lage – Titol)
Am 7. Juni 2013 wurde beim Füssener Ortsteil Ziegelwies im Walderlebniszentrum der Baumkronenweg Ziegelwies eröffnet. Er ist 480 m lang und bis zu 21 m hoch. Einer der zwei Endpunkte des Wegs durch einen Auwald liegt auf deutschem Boden.[4]

#### Wien
- Baumkronenpfad Im Wald im Tiergarten Schönbrunn (Lage – Wien)
2009 wurde in Wien im Tiergarten Schönbrunn der Baumkronenpfad Im Wald (auch Naturerlebnispfad genannt) eröffnet. Er besteht aus einer 160 m langen und 10 m hohen Hängebrücke, die mit einer großen Plattform endet.[35]

### Schweiz
- Laax/Graubünden: Der Waldwipfelpfad Laax gilt als längster Baumwipfelpfad der Welt (1,5 km). Er verbindet die Ortsteile Laax-Murschetg und Laax-Dorf.[36][37]
- Mogelsberg/Kanton St. Gallen: Der 2018 eröffnete Baumwipfelpfad Neckertal führt über 500 Meter durch die Baumkronen eines vielfältigen Waldes.[38]

### Andere Länder

#### Europa

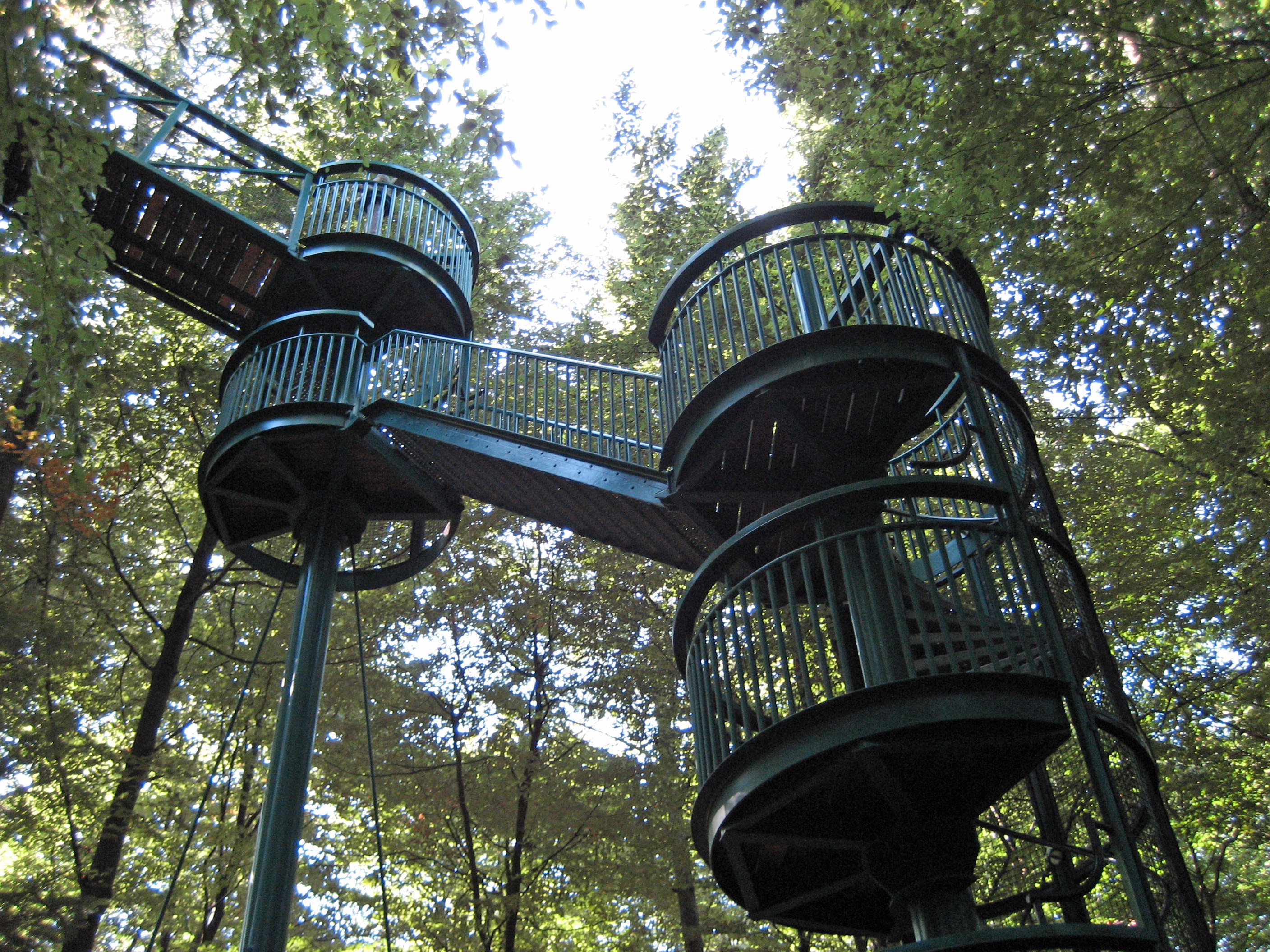
Boomkroonpad auf dem Hondsrug in Drouwen (Drenthe, Niederlande)

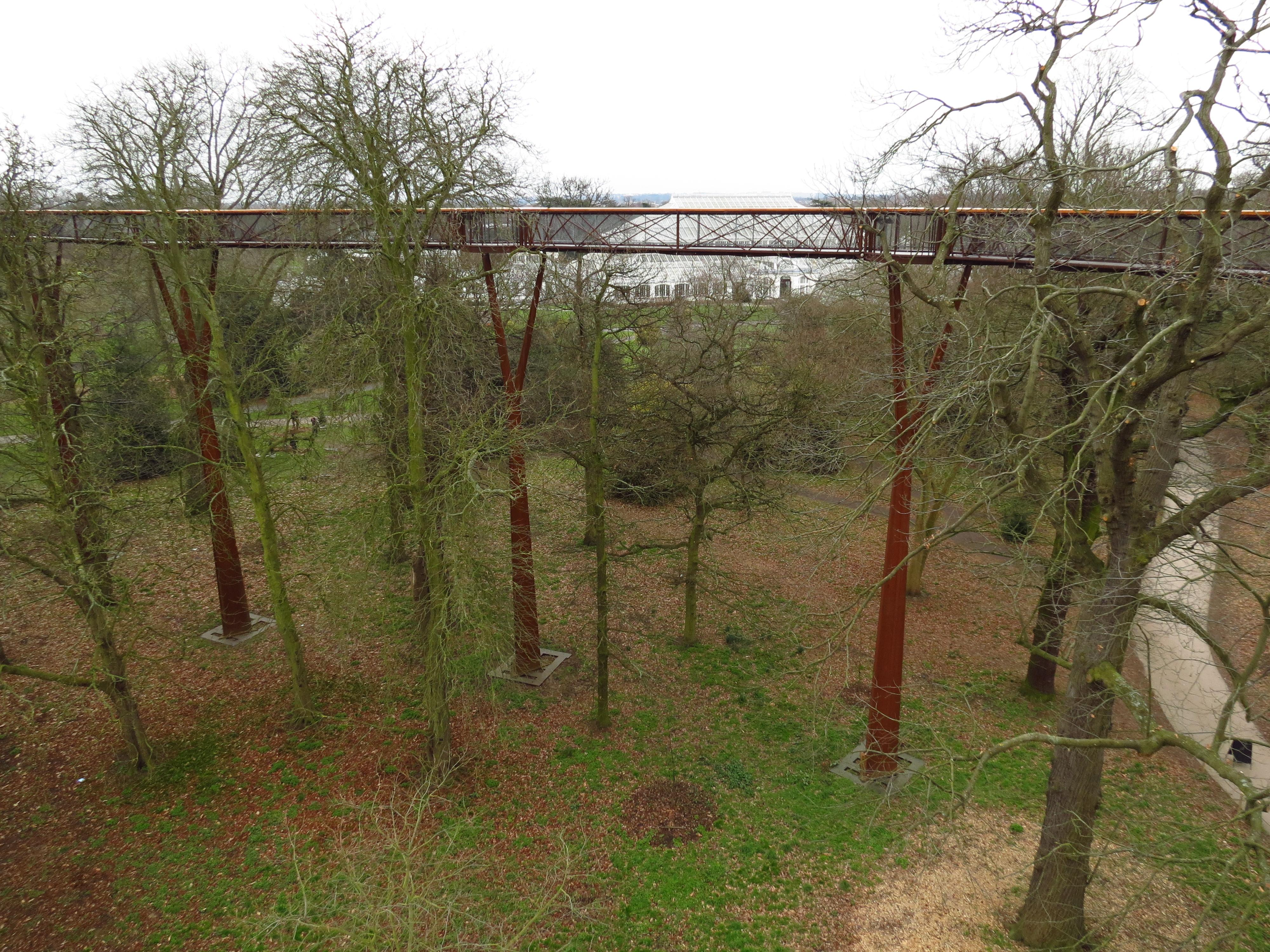
Xstrata Treetop Walkway in Kew

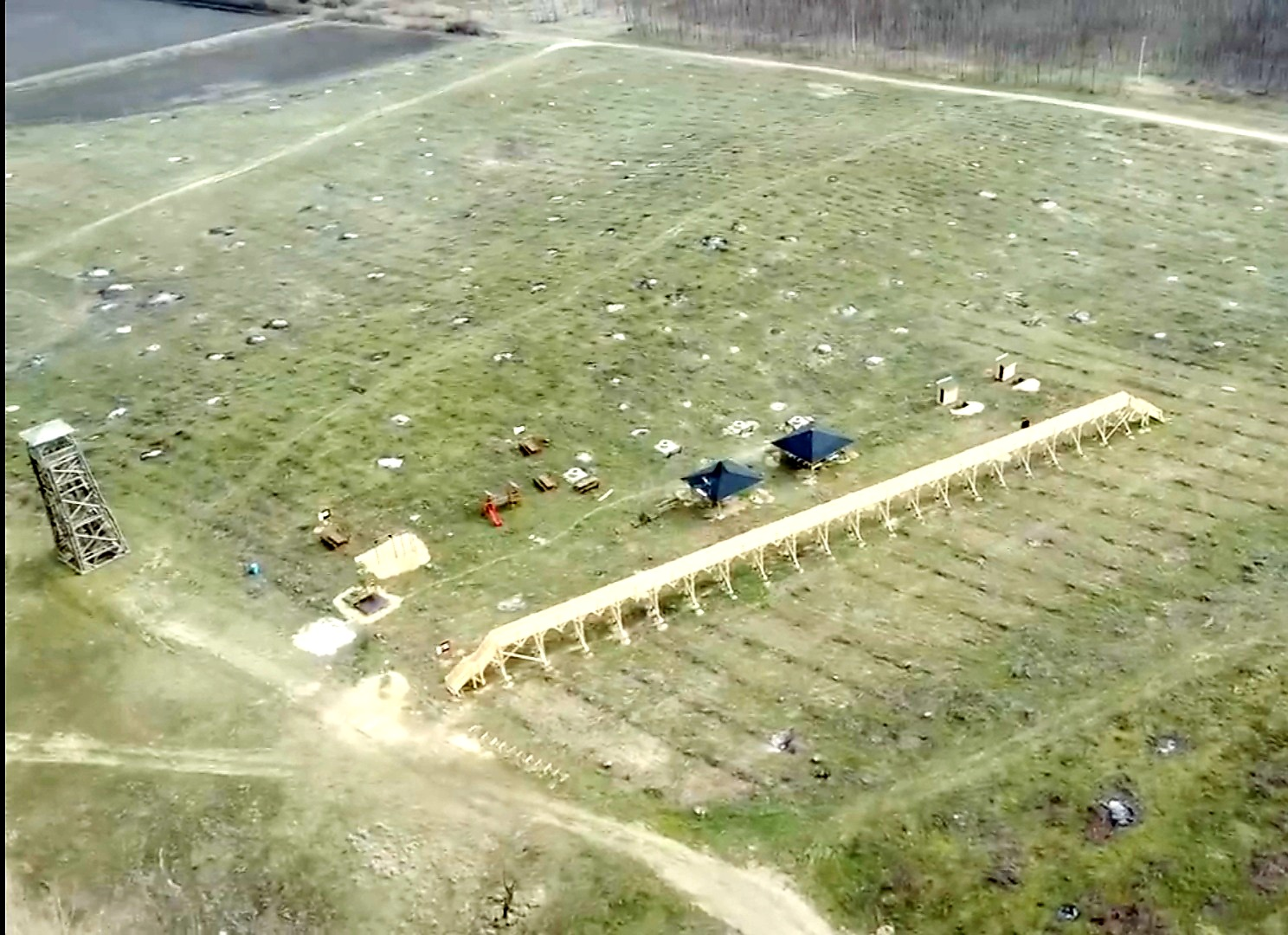
Nyírmártonfalva (Ungarn)

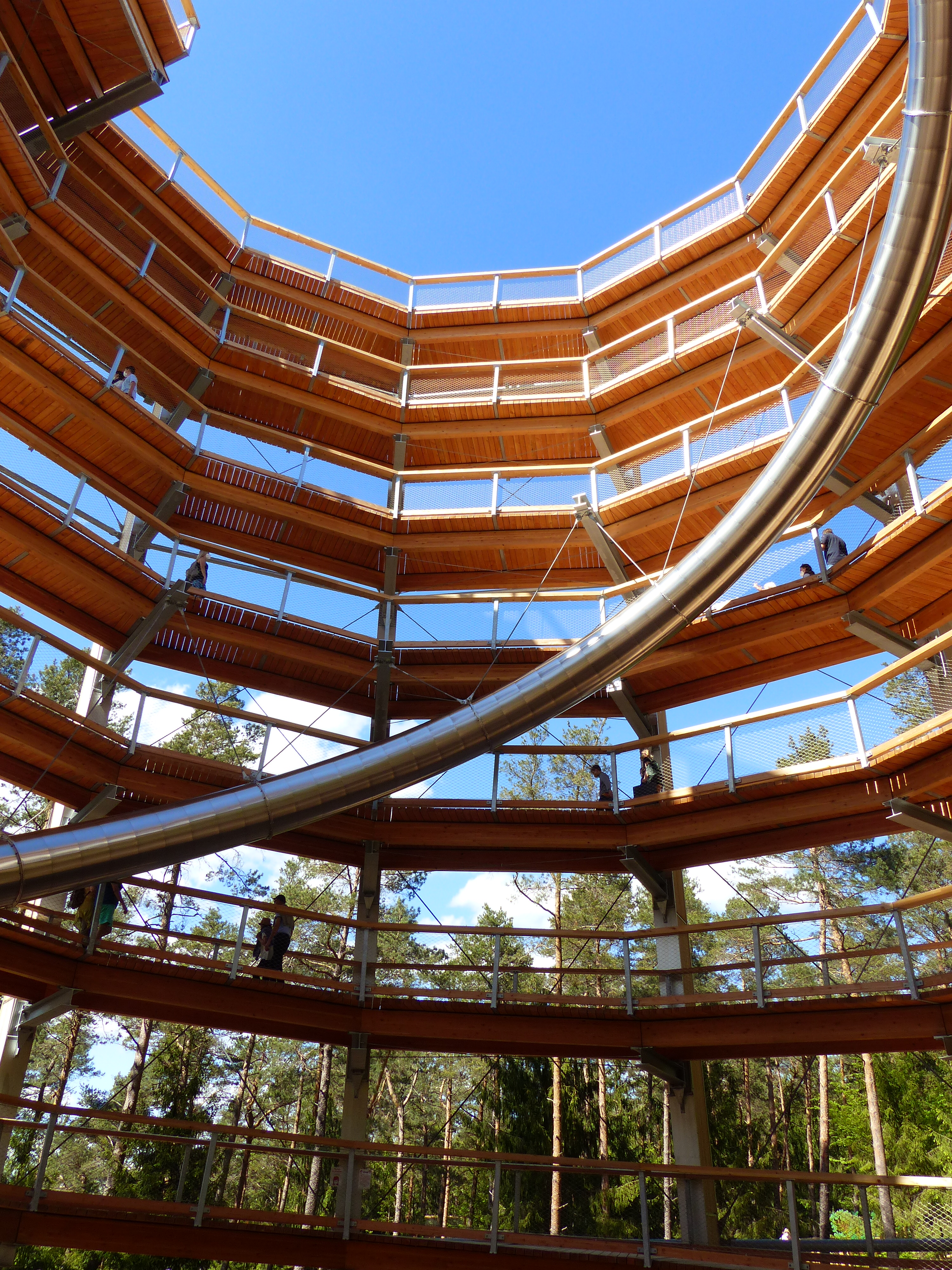
Baumwipfelpfad Elsass

- Baumwipfelpfad ElsassXstrata Treetop Walkway in den Royal Botanic Gardens (Lage – England)
2008 wurde im südwestlichen Londoner Stadtteil Kew in den Royal Botanic Gardens der Xstrata Treetop Walkway eröffnet. Der 200 m lange Pfad führt auf maximal 18 m Höhe durch die Kronen alter Esskastanien, Rotbuchen, Zerreichen, Roteichen und Stieleichen.[39]
- Boomkroonpad Drouwen (Lage – Drenthe, Niederlande)
Der Boomkroonpad wurde 1996 von der Staatlichen Forstbehörde der Niederlande in der heutigen Gemeinde Borger-Odoorn in einem Buchenwald auf dem Hondsrug errichtet.
- Baumwipfelpfad Lipno im Böhmerwald (Lage – Tschechien)
Der im Juli 2012 im Böhmerwald eröffnete Stezka korunami stromů Lipno befindet sich etwa 1 km nördlich des Kernorts der Gemeinde Lipno nad Vltavou (Lippen) im Okres Český Krumlov, nahe dem Stausee Lipno und dem dahinterliegenden Přírodní park Vyšebrodsko (Vyšší Brod’scher Naturpark). Er besteht aus einem 372 m langen Pfad auf 24 m Höhe, der in einen neuneckigen Turm einmündet, in dem er spiralförmig weitere 303 m lang bis auf 40 m Höhe führt. Der Pfad überquert den Naučná stezka Lipno (Lehrpfad Lipno).[40]
- Baumwipfelpfad Elsass
 Am 22. Mai 2021 eröffnete im elsässischen Drachenbronn-Birlenbach der Chemin des Cimes Alsace auf dem ehemaligen Militärgelände Ouvrage du Hochwald am Col du Pfaffenschlick.[41] Der Pfad hat eine Gesamtlänge von 1.050 Metern und befindet sich bis zu 23 Meter über dem Waldboden.[42]

#### Asien

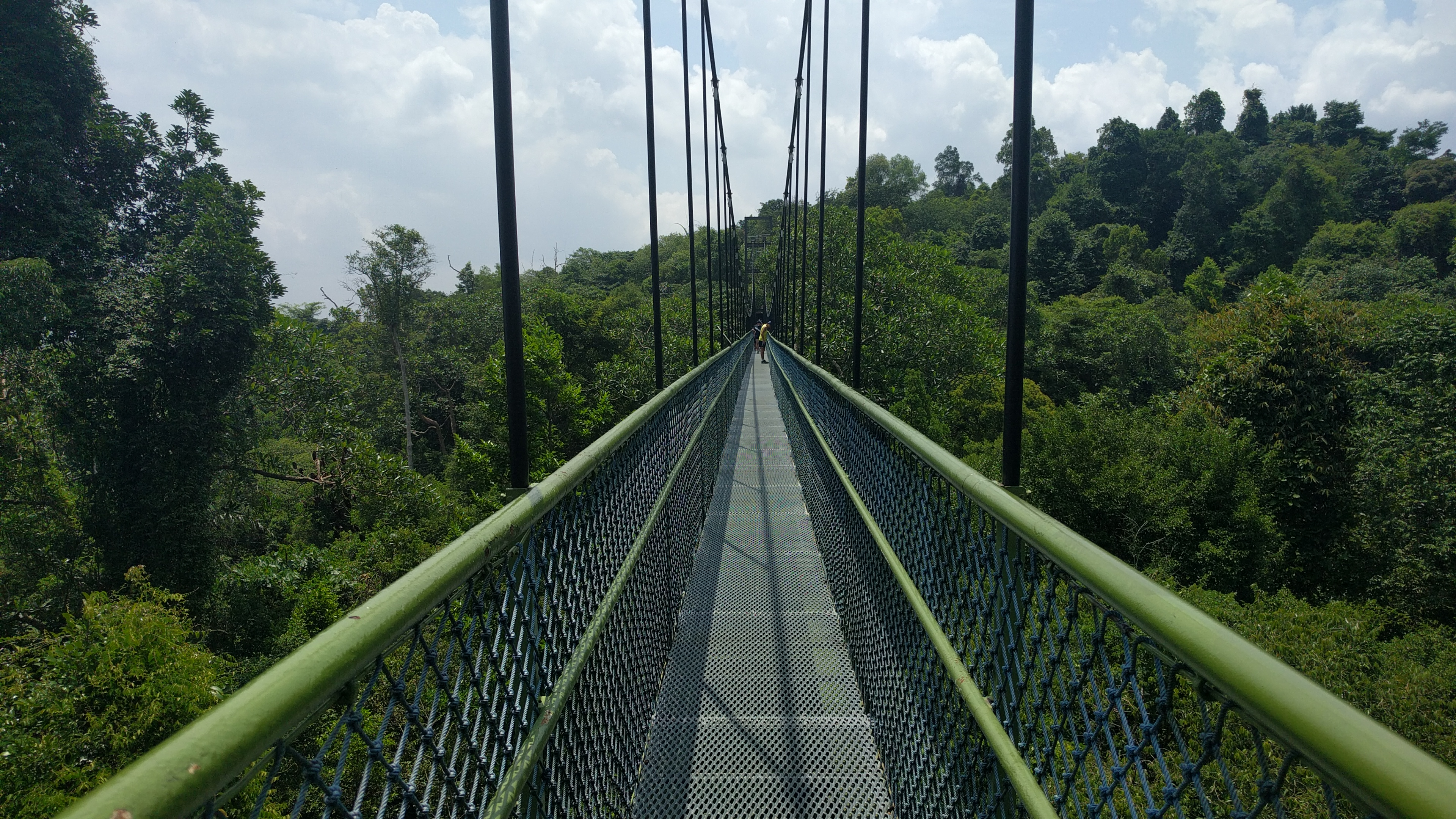
Baumwipfelpfad beim MacRitchie-Stausee, Singapur

- Canopy Walk im Kent Ridge Park (Lage – Singapur)
2003 wurde in Singapur im Osten des Kent Ridge Parks der Canopy walk eröffnet. Der 280 m lange Pfad führt vom Kent Ridge Park zum Museum Reflections at Bukit Chandu und zum angrenzenden Hort Park.[43]
- TreeTop Walk im Central Catchment Nature Reserve (Lage – Singapur)
Im November 2004 wurde in Singapur im Central Catchment Nature Reserve der TreeTop Walk eröffnet. Es handelt sich um eine 250 m lange Hängebrücke zwischen den Erhebungen Bukit Peirce und Bukit Kalang, welche bis zu 25 m über dem Boden verläuft.[44]
- Beim MacRitchie Naturlehrpfad im Reservoir Park beim MacRitchie-Stausee in Singapur, wurden die beiden höchstgelegenen Punkte des Pfades mit einer 250 Meter langen Hängebrücke verbunden.[45]
- Ulu-Temburong-Nationalpark, in Temburong, Brunei. Der Regenwald ist hier zum Teil noch vollkommen intakt und wird durch einen etwa 40 Meter langen Baumwipfelpfad für Touristen erlebbar.[46]

#### Australien

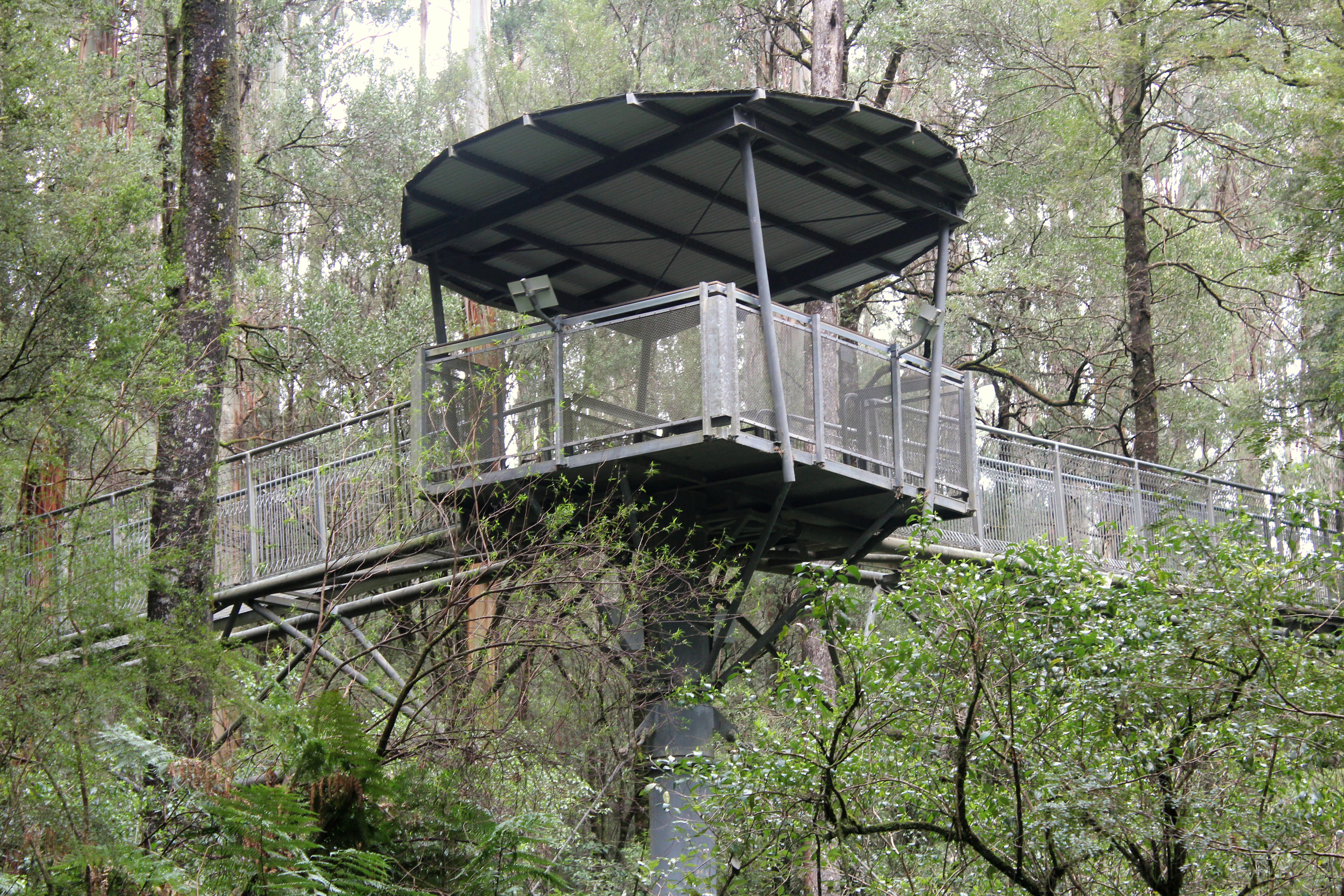
Great-Otway-Nationalpark, Australien

- Tree Top Walk im Valley of the Giants |(Lage – Westaustralien)
1997 wurde zwischen den Ortschaften Walpole und Denmark (Südwesten von Westaustralien) im Walpole-Nornalup-Nationalpark der Valley of the Giants Tree Top Walk eröffnet. Er führt auf 600 m Länge und mit maximal 40 m Höhe zwischen den Kronen riesiger Eukalyptusbäume hindurch.[47]

- Treetop Walk im Great Otway National Park, Australien (Lage – Victoria, Australien)
Der Great Otway National Park, der etwa 150 Kilometer südwestlich von Melbourne entfernt liegt, wurde 2004 als Nationalpark deklariert.  Er hat eine Fläche von 1032 Quadratkilometern und liegt auf einer Höhe zwischen Meereshöhe und 500 Metern. Der Treetop Walk wurde im September 2003 eröffnet. Er hat eine Länge von 600 Metern und verläuft bis zu 30 Meter hoch über dem Boden. Herzstück ist ein 47 Meter hoher Turm.[48]

#### Amerika
- Im Myakka River State Park, in Florida, eröffnete im Jahr 2000 der erste Baumwipfelpfad der USA[49]
- In den Dow Gardens, dem botanischen Garten von Midland im US-amerikanischen Bundesstaat Michigan führt ein über 400 Meter langer Pfad in einer Höhe von über 12 Metern durch einen naturnah gestalteten Teil der Anlage. Der 2004 eröffnete und 2018 erweiterte Pfad ist der längste seiner Art in den USA[50]
- Der Sky Walk führt im Reservat Monteverde in Costa Rica über zahlreiche Hängebrücken durch den Regenwald.[51]

#### Afrika
- Canopy walkway im Nyungwe-Wald (Lage – Ruanda)
Im Oktober 2010 wurde im Nationalpark Nyungwe-Wald (Südwesten von Ruanda) der Canopy walkway eröffnet. Er erschließt die Kronen von bis 50 m hohen Farnbäumen und epiphytische Orchideen des Bergnebelwaldes.[52]

## Höhenlehrpfade
Ähnlicher Art sind Höhenlehrpfade. Anders als Baumkronenpfade setzen solche auf einem Hochseilparcours auf, der nur durch entsprechende Sicherungen (in der Regel Klettersteigsets) begangen werden kann. Auf den Plattformen sind verschiedene Lehrtafeln installiert, die über den Wald, die erkletterten Bäume und grundlegende ökologische Zusammenhänge informieren und je nach Besuchergruppe ausgetauscht werden können. Höhenlehrpfade bewegen sich in Höhen zwischen 4 und 15 m und sind mit vergleichsweise geringem Aufwand wald- und baumschonend zu installieren. Der erste Höhenlehrpfad wurde 2008 in Enzklösterle (Nordschwarzwald) eröffnet.